# Aloe ferox
Aloe ferox (Mill., 1768) è una pianta succulenta della famiglia delle Asphodelaceae ) originaria del Sudafrica (Stato Libero e Province del Capo) e del Lesotho.

## Descrizione

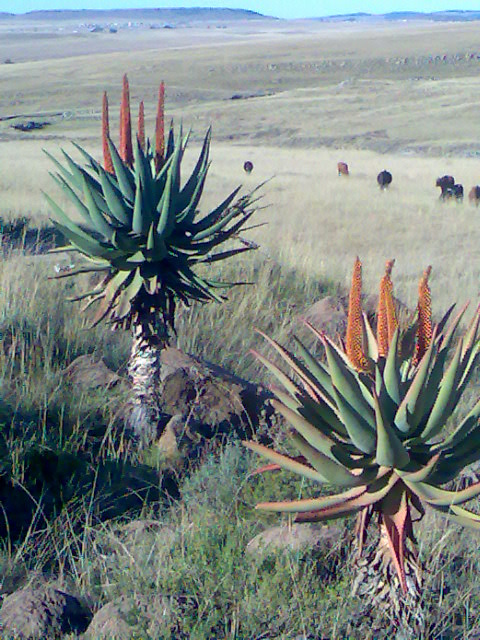
Aloe ferox in fioritura

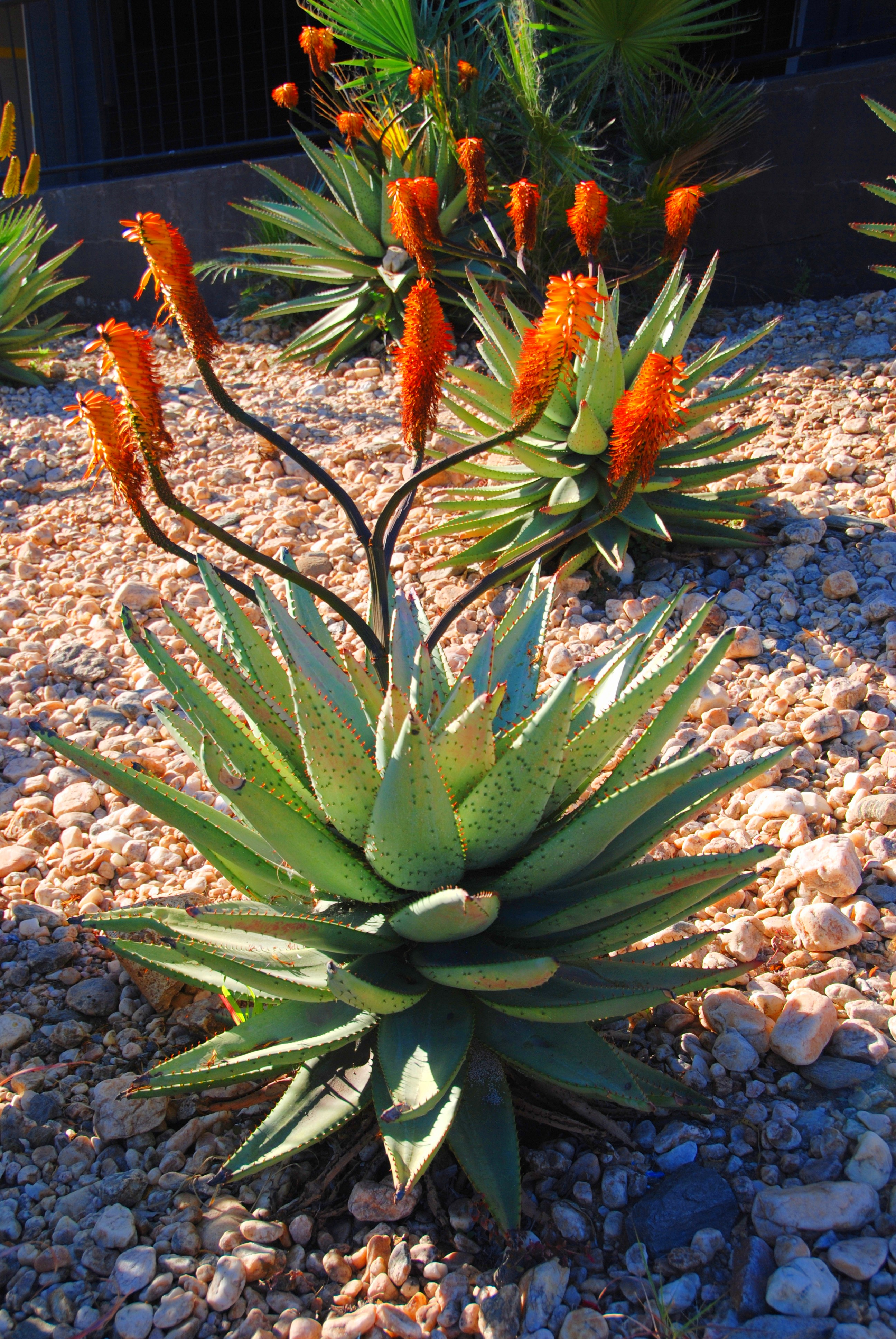
Aloe ferox in un'aiuola pubblica a Windhoek, Namibia

Cresce su un unico tronco alto fino a 2 m, con rosette di foglie succulente e spinose di colore verde scuro. Fiorisce in primavera producendo fiori arancioni.